# Кулітов Джек Галіакпарович
Джек Галіакпарович Кулітов (10 грудня 1910, село Нова Шульба Семипалатинської області, тепер Бородуліхинського району Східноказахстанської області, Республіка Казахстан — 1996, місто Шимкент, Республіка Казахстан) — радянський казахський діяч, секретар ЦК КП(б) Казахстану з пропаганди і агітації, 1-й секретар Алма-Атинського і Павлодарського обласних комітетів КП(б) Казахстану. Член ЦК КП(б) Казахстану. Депутат Верховної Ради СРСР 1-го скликання (1941—1946).

## Біографія
Народився в селянській родині. З 1927 року — діловод виконавчого комітету волосної Ради, заступник голови Ново-Шульбінської сільської Ради; завідувач Шемонаїхінского районного відділу державного страхування, завідувач хати-читальні, секретар комітету ВЛКСМ будівництва дороги Рубцовка—Ріддер, завідувач відділу Шемонаїхінського районного комітету ВЛКСМ.
Член ВКП(б) з 1931 року.
До 1932 року навчався в Алма-Атинському комуністичному унверситеті.
У 1932—1933 роках — завідувач організаційного відділу Алма-Атинського міського комітету ВЛКСМ.
У 1933—1936 роках — у Червоній армії.
У 1936—1937 роках — студент, секретар комітету ВКП(б) Вищої комуністичної сільськогосподарської школи. До 1938 року — ректор Вищої комуністичної сільськогосподарської школи.
У 1938—1939 роках — 3-й, 2-й секретар Алма-Атинського міського комітету КП(б) Казахстану.
17 червня 1939 — 19 червня 1940 року — секретар ЦК КП(б) Казахстану з пропаганди і агітації.
У червні 1940 — серпні 1943 року — 1-й секретар Алма-Атинського обласного комітету КП(б) Казахстану.
У серпні 1943 — 1944 року — 1-й секретар Павлодарського обласного комітету КП(б) Казахстану.
У 1945—1949 роках — 2-й секретар Усть-Каменогорського міського комітету КП(б) Казахстану.
У 1949 році — 2-й секретар Чимкентського міського комітету КП(б) Казахстану.
У 1949—1951 роках — директор Сайрамської сільськогосподарської школи Південно-Казахстанської області.
У 1951—1956 роках — завідувач навчальної частини Чимкентської сільськогосподарської школи з підготовки голів колгоспів. У 1956—1957 роках — викладач Чимкентського сільськогосподарського технікуму.
У 1958—1966 роках — консультант, завідувач, методист Будинку політичної освіти Чимкентського міського комітету КП Казахстану.
У 1967—1981 роках — економіст, старший економіст виконавчого комітету Чимкентської обласної Ради.
З 1981 року — на пенсії в місті Чимкенті (Шимкенті).

## Нагороди
- орден Леніна (5.11.1940)
- ордени
- медалі